# Berzosa (Soria)
Berzosa es una localidad española del municipio de Burgo de Osma-Ciudad de Osma, perteneciente a la provincia de Soria, en la comunidad autónoma de Castilla y León.

## Geografía

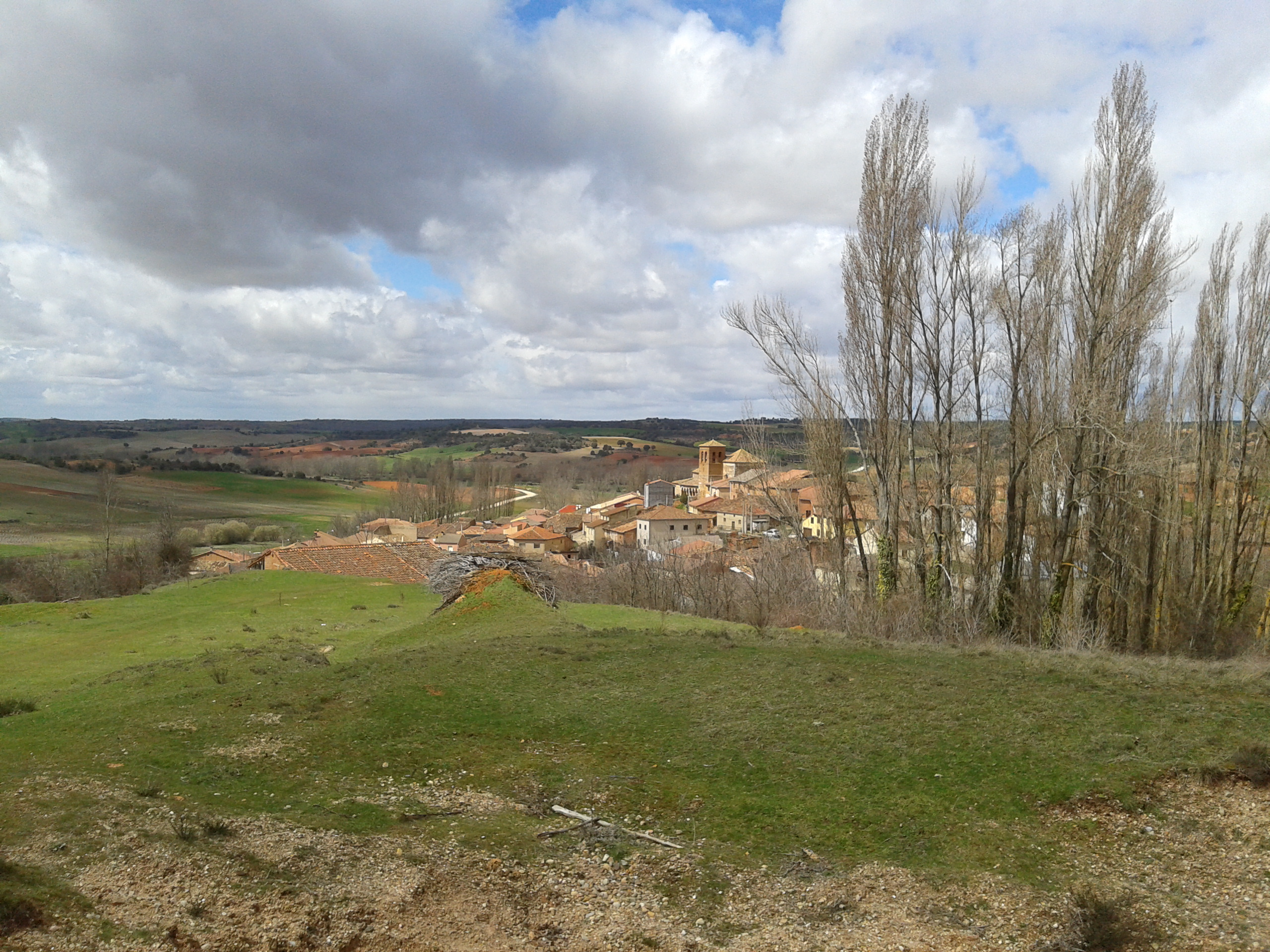
Vista en otoño

Forma parte de la comarca de las Tierras del Burgo y del partido judicial de El Burgo de Osma. Desde el punto de vista jerárquico de la Iglesia católica forma parte de la diócesis de Osma la cual, a su vez, pertenece a la archidiócesis de Burgos.

## Historia
En el censo de 1879, ordenado por el conde de Floridablanca, figuraba como villa eximida en la intendencia de Soria,  con jurisdicción de señorío y bajo la autoridad del alcalde ordinario de señorío, nombrado por el marqués de Berlanga.  Contaba con 363 habitantes.
A la caída del Antiguo Régimen la localidad se constituyó en municipio constitucional en la región de Castilla la Vieja, que en el censo de 1842 contaba con 59 hogares y 240 vecinos. Hacia mediados del siglo XIX, la villa tenía contabilizadas 62 casas. Aparece descrita en el cuarto volumen del Diccionario geográfico-estadístico-histórico de España y sus posesiones de Ultramar de Pascual Madoz de la siguiente manera:

BERZOSA: v. con ayunt. de la prov. de Soria (12 leg.), part. jud. del Burgo (3), aud. terr. y c. g. de Burgos (18), dióc. de Osma (3): sit. en el alto de una colina, al S. é inmediata al nacimiento de un arroyo llamado Linares, con libre ventilacion y despejado horizonte, disfruta de clima sano. Tiene 62 casas; la municipal, una fuente de esquisitas aguas con su lavadero, una escuela de instruccion primaria, comun á ambos sexos, concurrida por 20 alumnos, y servida por un maestro, sacristan y secretario á la vez que percibe 36 fan. de centeno: fuera de la poblacion, sobre un cerrito, está la igl. parr. (San Martin), servida por un cura, cuya plaza es de primer ascenso y de provision real y ordinaria previo concurso; unido al templo se encuentra el cementerio que por su posicion en nada ofende á la salud pública: confina el térm. N. Fuentearmejil y Santhervás; E. Val de Albin y Val de Grulla; S. Quintanilla de tresbarrios y Matanza, y O. Villálbaro; su estension en todas direcciones es de 2 1/2 leg. El terreno participa de monte, llano y valle, es de buena calidad, pero los naturales se esmeran poco en su cultivo; le atraviesa por el S. el indicado arroyo, sobre el que hay un puente de madera y á sus inmediaciones una ermita titulada del Sto. Cristo; tiene una dehesa boyal de secano y un prado de pasto comun para todos los ganados de la v.; á la parte del E. se encuentra un monte de una leg. en cuadro de estension, poblado de hermosas encinas, robles, enebros y estepas; y otro al N. de 1 1/2 leg. en igual forma, y con la misma clase de arbolado, á pesar de que ambos se siembran de cereales en gran parte, y podria mejorarse mucho la plantacion por la superior calidad de sus tierras: sus caminos son los locales, todos de herradura y en buen estado: el correo se recibe y despacha por la adm. del Burgo. prod. centeno, avena y uva de la que no hacen vino, sino que la venden para comer; se cria mucho ganado lanar, cabrio, y de cerda, hay 40 yuntas de bueyes y 46 caballerias de todas clases; abunda en toda especie de caza y pesca de cangrejos. ind.: un tegedor de lienzos ordinarios, un herrero, un molino harinero que en el verano muele de represa, y la corta y venta de leñas para el combustible, á la que se dedican muchos de los vec. abandonando la agricultura. pobl.: 59 vec., 240 alm. cap. imp.: 43,028 rs. 28 mrs. contr. 2,495 rs. El presupuesto municipal asciende á 870 rs. y se cubre con el producto de propios y arbitrios.
(Madoz, 1846, p. 284)

En 1967 el municipio de Berzosa desapareció, al fusionarse con los de Burgo de Osma, Osma, Alcubilla del Marqués, Torralba del Burgo, Lodares de Osma, Vildé y Valdenarros para formar el nuevo término municipal de Burgo de Osma-ciudad de Osma. Contaba entonces con 83 hogares y 366 habitantes.

## Demografía
| Gráfica de evolución demográfica de Berzosa entre 1842 y 1960 |
| |
| Población de derecho según los censos de población del INE Población de hecho según los censos de población del INEEntre el censo de 1970 y el anterior, este municipio desaparece porque se integra en el municipio 42043 (El Burgo de Osma) |

En el año 1981 contaba con 196 habitantes, concentrados en el núcleo principal, pasando a 92 en 2010, 55 varones y 37 mujeres.
| Gráfica de evolución demográfica de Berzosa entre 2000 y 2018                                    |
|                                                                                                  |
| Población de derecho (2000-2012) según los censos de población del INE a 1 de enero de cada año. |

## Patrimonio

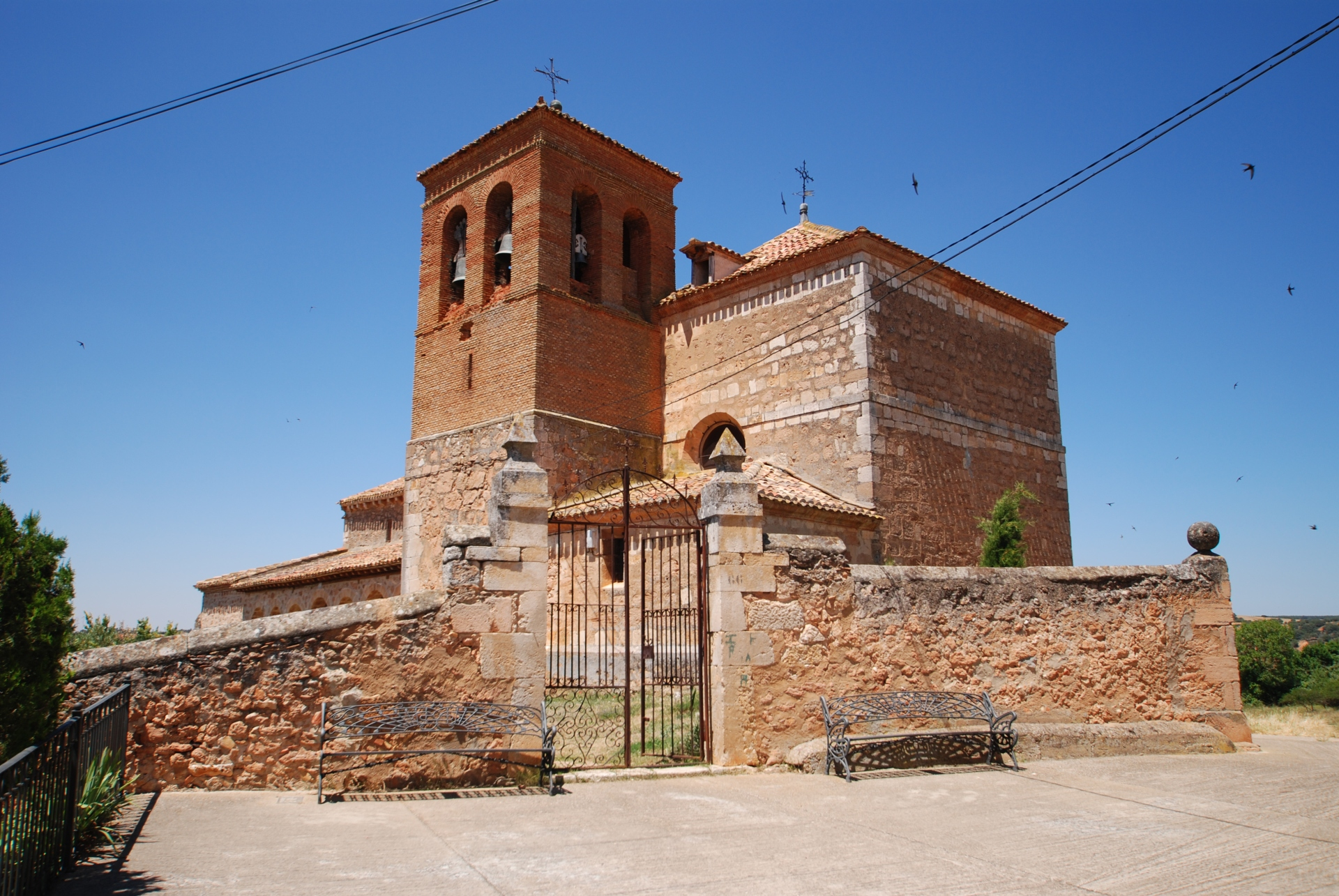
Iglesia de San Martín de Tours

En la localidad hay una iglesia bajo la advocación de San Martín de Tours. La construcción del edificio, construido en estilo románico y que destaca por su pórtico, se remonta al siglo XI. Tiene incoado expediente como bien de interés cultural en la categoría de Monumento, subvencionado por la Junta de Castilla y León, desde el jueves 3 de octubre de 2013.